# 新発田重家
新発田 重家（しばた しげいえ）または佐々木 重家（ささき しげいえ）は、戦国時代から安土桃山時代にかけての武将。越後国の戦国大名上杉氏の家臣。蒲原郡新発田城主。

## 生涯

### 家督継承前
揚北衆佐々木党の一人（加地氏庶流）。当初は五十公野家を継いで五十公野 治長（いじみの はるなが）と称していた。上杉謙信に仕え、川中島の戦い（第4次川中島の戦いで諸角虎定を討ち取ったのは新発田勢とも言われている）や関東出兵などに参加する。謙信の死後に起こった御館の乱では安田顕元の誘いに応じて上杉景勝を支持し、上杉景虎方についた同族の加地秀綱を降し、三条城の神余親綱を討ち、乱に介入した蘆名盛氏・伊達輝宗の兵を退けるなど大いに活躍した。
天正8年（1580年）、兄の死により新発田家に戻って家督を相続し、新発田重家と名乗った。なおこれに伴い五十公野氏の家系は重家の義弟(妹の夫)にあたる五十公野信宗が継いだ。

### 上杉家に反逆
三条攻略・蘆名撃退など数々の武功を挙げた重家は、新発田勢の活躍に相応する恩賞を期待していた。しかし、重家が貰えるものと思っていた恩賞のほとんどは、景勝子飼いの上田衆の手に渡り、亡くなった兄・長敦の功績は軽んじられ、重家に対する恩賞も新発田家の家督相続保障のみに終わった。重家を景勝陣営に引き入れた顕元は、景勝と重家の和解に奔走したものの効果がなく、重家に謝罪する意味合いで自刃し果てた。
天正9年（1581年）、蘆名盛氏の後を継いだ盛隆と伊達輝宗は、重家が景勝に対して不満を募らせている状況を見て、上杉に対して反乱を起こさせるべく様々な工作を行った。こうして6月16日、重家は一門衆のほか、加地秀綱ら加地衆や、上杉景虎を支持していた豪族を味方に引き入れ新潟津を奪取、同地に新潟城を築城し独立する。景勝は本庄繁長・色部長真（重家の義弟）に重家の抑えを命じたが、年内にはそれ以上の動きはなかった。一方、西側から上杉領攻略を進めていた織田信長の重臣・柴田勝家は、この機に乗じて輝宗との連携を緊密にし、ますます上杉への攻勢を強めた。
天正10年（1582年）2月、景勝は重家に対する最初の攻勢を発動したが、あっけなく撃退されてしまった。そこで景勝は蘆名盛隆に背後から重家を襲うよう依頼したが、反乱の仕掛人である盛隆が応じる筈もなく、重臣の津川城主・金上盛備に重家を援護させ、赤谷城に小田切盛昭を入れるなどかえって介入を強化した。4月に入り雪解けが本格化すると、景勝は再び重家攻めに着手したが、西からの柴田勝家、南からの森長可・滝川一益らの侵攻に対処するため本庄繁長・色部長真に重家対策を任せることとした。6月2日、本能寺の変で信長が死に、織田軍が撤退したため、とりあえず西方と南方からの脅威は取り除かれたが、景勝自身は織田の旧領をめぐって、休む間もなく信濃で北条氏直と対陣していたので、この時は重家との本格的な戦は無かった。景勝は7月に北条と和睦すると重家攻めに力を入れたものの、兵糧不足に陥り撤兵した。
天正11年（1583年）に入っても状況は変わらず、景勝は4月と8月に出陣したが頑強な抵抗は相変わらずで、8月の出陣の際には、上杉勢は豪雨と湿地帯のせいで大混乱に陥り、間隙を突いた新発田勢に散々に打ち据えられ、危うく景勝が討ち取られそうになった（放生橋の戦い）。この猛反撃で、重家の勢力範囲は一時的にせよ広がる結果となった。一方で景勝は蘆名家中の撹乱を狙い、直江兼続に命じて富田氏実・新国貞通などの盛隆に反抗的な重臣達を調略し、揺さぶりをかけた。
天正12年（1584年）8月、景勝は水原城奪還のため出陣した。上杉勢は重家率いる本隊を水原城下に引き付けて戦い、その間に迂回していた景勝が八幡砦を奪取して水原城を孤立させたため、新発田方は水原城を放棄して退却した（八幡表の戦い）。ところが上杉方は直江兼続の陣が重家の攻勢を受けて崩壊し大損害を蒙っていたため、それ以上兵を進めることが出来なくなり、水原城もほどなくして新発田方の手に戻った。そのため新発田方の意気は揚がり、一時は佐々成政と共に景勝の挟撃を目論むほどであった。

### 窮地に立つ
しかし、10月6日に蘆名盛隆が家臣に殺害されたことで、重家を取り巻く状況が暗転し始める。天正13年（1585年）5月、伊達輝宗に家督を譲られた伊達政宗が蘆名と開戦し（関柴合戦）、秋には上杉に新発田への道を貸すなど、輝宗による越後介入路線を完全に放棄した。さらには10月8日には輝宗が死んだことで、伊達・蘆名両家による重家の支援体制は崩れ、重家は後ろ盾を失った。加えて11月20日に新潟城と沼垂城が藤田信吉の調略によって上杉方の手に落ちると、新発田方は新潟港から塩の津潟を経由して新発田に至る水利権を失い、これにより物資の大量輸送が困難になり、蘆名家との津川経由のルートによって当面の物資を補給せざるをえない状況に追い込まれた。
天正14年（1586年）、景勝は上洛して正式に羽柴秀吉に臣従した。これによって強力な後ろ盾を得た景勝は、新発田攻めに全力を傾けたものの、決着をつけることは出来なかった。しかし、この頃になると新発田方では兵糧が欠乏し、配下の討死や寝返りなどもあって戦力が目に見える形で衰えていった。
天正15年（1587年）夏、秀吉の支援を受けた景勝は1万余の大軍をもって新発田城を遠巻きに取り囲んだ。また、景勝と親交があった青蓮院門跡・尊朝法親王が重家に和睦を勧告したが、重家はこれを断固としてはねつけた。周囲の諸城は上杉勢に次々攻略され、金上盛備が赤谷城の救援に向かうも藤田信吉に阻まれて撤退。9月19日、赤谷城が攻略された事により補給路は陸路・水路共に完全に寸断され、新発田城は義弟の五十公野信宗らが籠る五十公野城共々、孤立した。
9月24日、秀吉からの使者が先ず景勝に対し派遣された。「因幡守（重家）城を出て降参すれば赦すべし」との降伏勧告・ただし助命条件であり、景勝は使者を新発田城に送った。使者は重家に対面して勧告内容を伝えたが重家は拒否、景勝は秀吉に早飛脚を送り勧告の結果を報告した。折り返し、秀吉から景勝に対し「来春までには落着すべし」と厳命が下ったことにより、景勝は先ずは五十公野城を総攻撃することになった。

### 最期

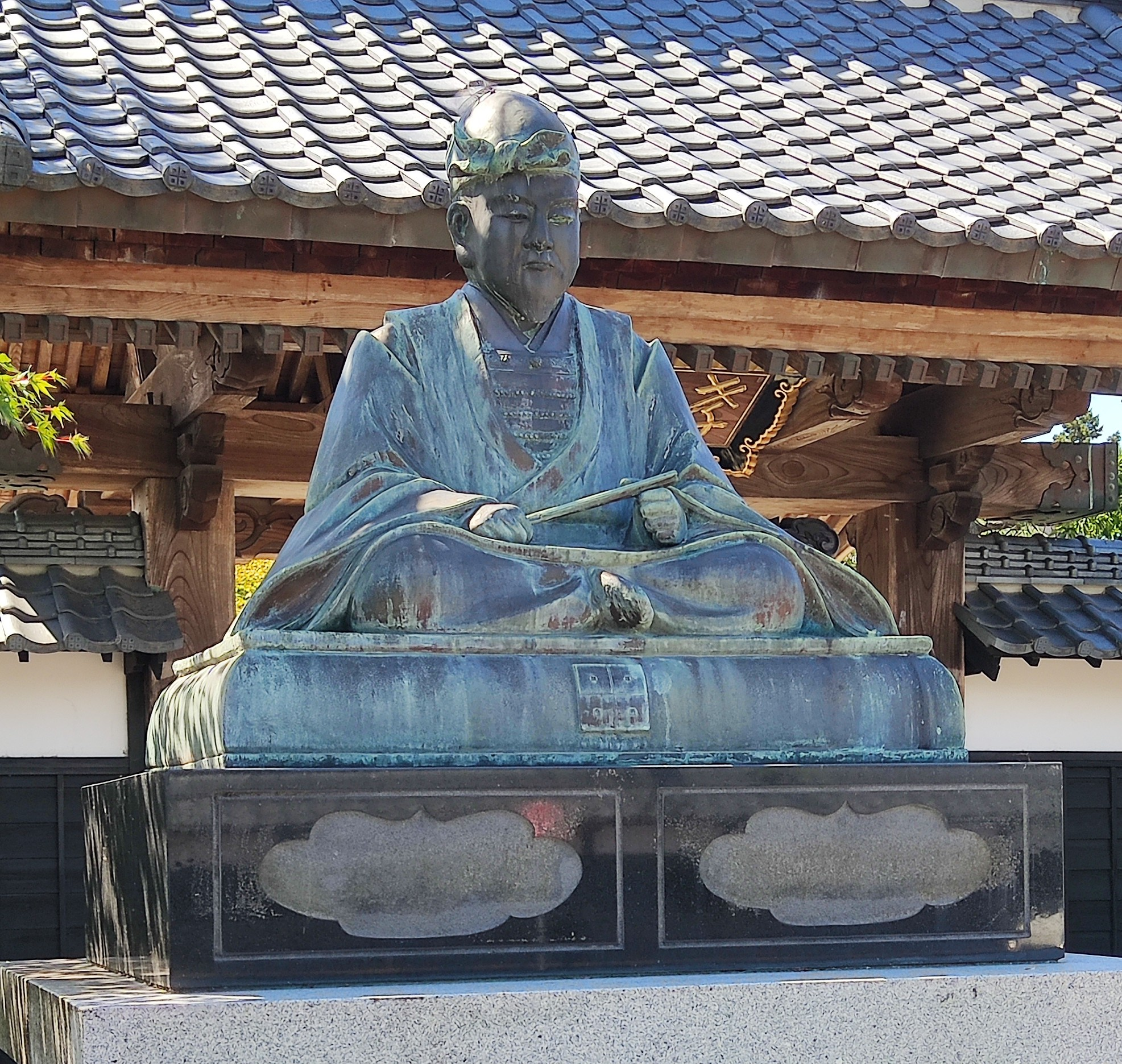
福勝寺の山門前にある重家の像

10月13日、藤田信吉らが五十公野城を陥落させ、残る主要な城は新発田城のみとなった。10月25日、景勝勢に厳重に包囲された新発田城内で重家は最期の宴を催し、それが終わるや否や城を打って出た。重家自らが率いる一隊は色部長真の陣（全昌寺境内）に突入し、重家は「親戚のよしみをもって、我が首を与えるぞ。誰かある。首をとれ」と甲冑を脱ぎ捨て真一文字に腹を掻き切って自刃した。これに応えて色部の家臣・嶺岸佐左衛門が走りより、重家の首を取って本陣に赴き、景勝から感状を頂戴した。29日には最後まで抵抗を続けた池ノ端城も陥落し、乱は終結した。後に新発田に封じられた溝口秀勝は、重家の墓所と堂を建てて重家を丁重に供養している。

## 墓所
- 福勝寺　寺内の史料館には彼の肖像画などが展示してあり、門前には彼の銅像がある。
- 住所：新発田市中央町2丁目2番7号

## 自刃の地

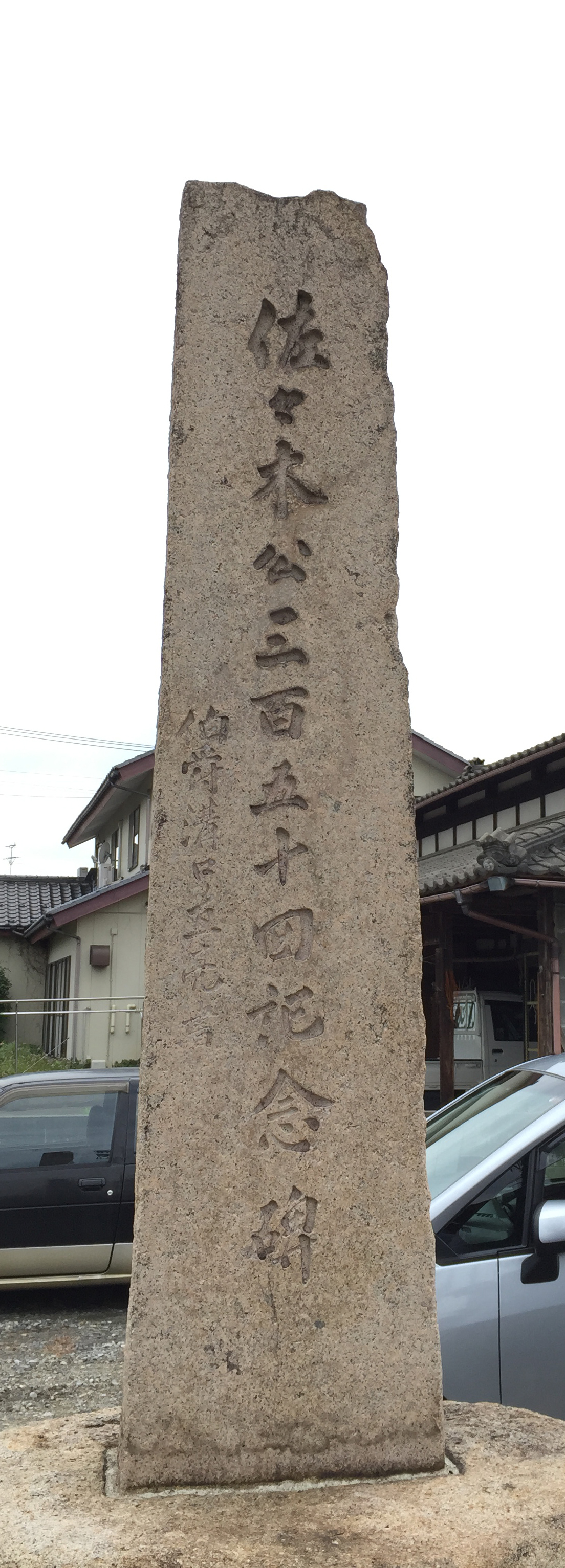
佐々木公（重家公）三百五十回忌に当たり、旧藩主溝ロ家より建立された石碑（全昌寺）

全昌寺 - 天明のころ(1781～89)重家二百回忌に当たり、藩主溝ロ家が重家写影一軸並びに位牌を奉納。また三百回忌にあたり旧藩主溝口家が石碑を建立。住所は新発田市城北町2丁目2番4号。